# Уткин, Борис Павлович
Борис Павлович Уткин (23 февраля 1923, Бронницкий уезд, Московская губерния — 30 июня 2023) — фронтовик, участник парада 7 Ноября 1941 года, советский артиллерист, политработник и военный деятель, генерал-полковник (29.04.1985). Почётный гражданин Москвы (2023).

## Биография
Родился 23 февраля 1923 года в селе Петровское Бронницкого уезда Московской губернии. Отец — Уткин Павел Васильевич (1896—1968), мать — Уткина Александра Ивановна (1901—1984).
Начальную школу окончил в родном селе, среднюю — в селе Синьково Раменского района. Учёбу сочетал с активной комсомольской работой (член ВЛКСМ — с 1938 года), военно-прикладным спортом и художественной самодеятельностью.
Участник Великой Отечественной войны. В июле 1941 года был направлен районным военкоматом в 1-е Московское Краснознамённое артиллерийское училище имени Л. Б. Красина, которое после участия в обороне Москвы стало 1-м гвардейским миномётно-артиллерийским училищем. Участвовал в параде на Красной площади 7 ноября 1941 года. Окончил училище уже после его эвакуации в уральский город Миасс. После окончания училища в звании лейтенанта служил в 390-м отдельном гвардейском миномётном дивизионе командиром взвода, заместителем командира батареи (1942), командиром батареи (с января 1943), начальником штаба (с мая 1943), а с февраля 1944 года, после присвоения звания капитана, командиром дивизиона. Член КПСС с 1943 года.
Воевал на Воронежском, Степном, 2-м Украинском фронтах. Участвовал в Сталинградской битве, в битвах на Курской дуге и на Днепре, в Корсунь-Шевченковской, Уманско-Ботошанской, Ясско-Кишинёвской, Карпатской, Дебреценской операциях, освобождал Венгрию и Австрию. В конце войны был назначен командиром 1-го особого дивизиона новых реактивных систем БМ-13ДД.
После окончания войны Уткин служил в Тамбовском научно-испытательном центре, затем — заместителем начальника штаба 481-й артиллерийской бригады. Окончил специальные мобилизационные курсы, участвовал в разработке первого послевоенного мобилизационного плана. Окончил также двухгодичный Университет марксизма-ленинизма.
В 1949 году поступил на артиллерийский факультет Военно-политической академии имени В. И. Ленина, который окончил в 1953 году. C 1953 по 1959 годы — заместитель командира полка по политической части в Московском военном округе и Группе советских войск в Германии (ГСВГ), с 1960 по 1967 годы — начальник политического отдела артиллерийской и мотострелковой дивизий в ГСВГ, затем была служба в Уральском военном округе.
В 1959—1961 годах окончил специальные курсы при Артиллерийской академии имени М. И. Калинина. С 1967 года до октября 1971 года был начальником Свердловского высшего военно-политического танко-артиллерийского училища. С 1971 года служил в органах управления, обучения и воспитания оперативного, оперативно-стратегического и стратегического звена: член Военного совета 2-й гвардейской танковой армии (ГСВГ, 1971—1975), Приволжского военного округа (Куйбышев, 1975—1981), помощник Главнокомандующего войсками Варшавского Договора по политическим вопросам (Варшава, 1981—1982), заместитель начальника Главного политического управления Советской Армии и Военно-Морского Флота (1981—1984), член Военного совета Войск Западного направления (1984—1989).
Избирался делегатом XXIII—XXVII съездов, XIX конференции КПСС. Был депутатом Верховного Совета РСФСР (1976—1985) и БССР (1985—1990), участвовал в работе Комиссии по помилованию Верховного Совета СССР.
В отставку вышел в 1989 году в звании генерал-полковника. С февраля 1989 года продолжил работу в качестве старшего научного сотрудника редакции Военной энциклопедии Института военной истории. Автор ряда мемуаров и работ по истории Вооружённых Сил СССР.
Жил в Москве. С 2010 года входил в Попечительский Совет фонда «Доверие».
Скончался 30 июня 2023 года на 101-м году жизни. Похоронен на Федеральном военном мемориале «Пантеон защитников Отечества».

### Семья
Жена — Уткина Людмила Ивановна (1923—1997).
Дети: Игорь (род. 1946), главный энергетик завода на Урале; Владимир (род. 1953), профессор Военной академии РВСН имени Петра Великого.

## Награды
- Награждён российскими орденами Александра Невского (2022)[8], Почёта, советскими орденами Ленина, Красного Знамени, Отечественной войны I степени, Трудового Красного Знамени, Красной Звезды (трижды), «За службу Родине в Вооружённых Силах СССР» III степени, а также многими медалями, среди которых «За боевые заслуги», «За оборону Москвы», «За оборону Сталинграда», «За взятие Будапешта», «За взятие Вены».
- Также награждён иностранными наградами: румынским орденом Тудора Владимиреску 2 степени, польским знаком отличия «Крест Заслуги», медалями «За укрепление дружбы по оружию» (ЧССР) и «Братство по оружию» (ГДР).
- Удостоен медали Петра Первого Российской академии наук, знака «Почётный гражданин города Москвы» (2023)[9].